# Sinnesqualität

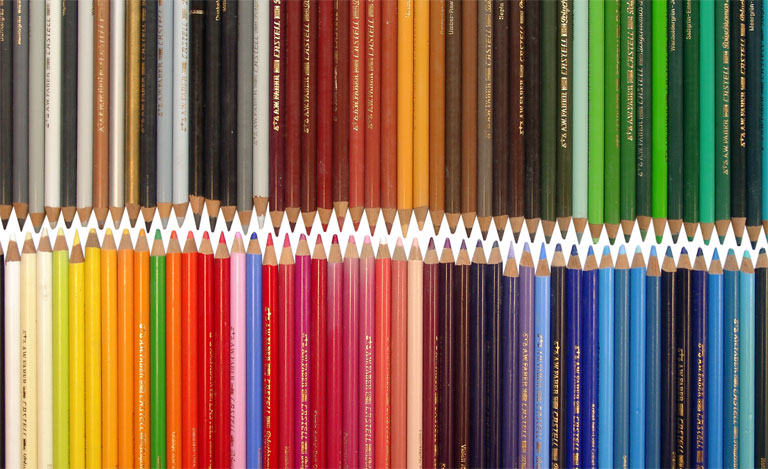
Farben wie rot, gelb, grün sind als Art der optischen Sinnesempfindung anzusehen.

Im Unterschied zur Sinnesmodalität bezeichnet man als Sinnesqualität jeweils ein Subsystem der verschiedenen Modalkreise, so z. B. die verschiedenen Farbtönungen bei optischen Wahrnehmungen oder die verschiedenen Gerüche bei olfaktorischen Wahrnehmungen. Anstelle von Wahrnehmungen bei den fünf klassischen Sinnen (Modalkreisen) erscheint es bei den Sinnesqualitäten angebracht, von Empfindungen zu sprechen. Ausgelöst werden beide nervöse Sinnesimpulse durch einen spezifischen Reiz, etwa durch Licht in einem bestimmten Wellenlängenbereich. Häufig bestehen jedoch intersubjektive Schwankungen der Wahrnehmung. Weinkenner sind z. B. durch eine bemerkenswert feinsinnige und komplexe Geschmacksempfindungen charakterisiert, die nicht nur auf den Geschmacksqualitäten süß, sauer, salzig und bitter beruhen. Geruch und Geschmack sind beim Essen und Trinken gemeinsam beteiligt. Die Wahrnehmung dieser Reize ist daher nicht als einheitlich aufzufassen, auch wenn es vergleichbare Bedingungen bei Rezeptoren, Leitungsbahnen und Zentren der einzelnen klassischen Sinnesleistungen gibt.

## Geschichte
Durch Gottfried Wilhelm Leibniz (1646–1716) wurde der Begriff der „petites perceptions“ geläufig. Es handelt sich dabei um kleine, unmerkliche Empfindungen (perceptions). – Der schottische Philosoph Thomas Reid (1710–1796) hat 1764 die Lehre aufgestellt, dass Empfindungen mit Vorstellungen und konkreten Erfahrungen im Umgang mit den Dingen assoziiert werden. Diese Lehre entsprach dem damals aufkommenden empirisch-naturwissenschaftlichen Denken und der an Chemie und Infinitesimalrechnung orientierten Haltung der Wissenschaft. Es handelte sich hierbei im Grunde um eine frühe Lerntheorie. Dagegen hat die Gestaltpsychologie aufgezeigt, dass Empfindungen nicht als Wahrnehmungselemente anzusehen sind. Empfindungen durchlaufen vielmehr eine u. U. kurzfristige Entwicklung, in die auch gleichzeitige und kurz vorausgegangene Ereignisse im Sinne einer Aktualgenese einbezogen sind. Damit standen sich schon seit Beginn des 19. Jahrhunderts zwei Auffassungen gegenüber, die man auch als Nativismus und Empirismus bezeichnen kann.

## Uneinheitliche Verarbeitungsweisen
Manche Sinneszentren arbeiten als Integrator (wie z. B. das Sehvermögen), manche als Analysator für Gefühlsqualitäten (wie z. B. die Hautsinne). Die Haut besitzt die größte Vielzahl an unterschiedlichen Rezeptoren, die möglicherweise für eine entsprechende Vielzahl an Sinnesqualitäten verantwortlich sind. Die Hautsinne verfügen auch über getrennte Nervenbahnen für die unterschiedlichen Sinnesqualitäten bzw. für die protopathische und die epikritische Sensibilität. In der somatosensorischen Rinde laufen aber alle Qualitäten des Hautsinnes wieder zusammen. Wie hier die einzelnen Sinnesqualitäten voneinander unterschieden werden, ist fraglich. Ebenso gibt es verschiedene Theorien für die Integration etwa von verschiedenen Farbtönen in Form der Wahrnehmung einer Mischung von Lichtstrahlen unterschiedlicher Wellenlänge, siehe auch → Farbwahrnehmung.

## Niedrige und höhere Sinnesqualitäten
Unter Sinnesqualität wird meist eine isolierte Empfindungsqualität wie etwa die der Farben rot, gelb grün usw. verstanden. Geht man vom Tastsinn als dem nach der klassischen Einteilung „fünften Sinn“ aus, so zählen auch die Gefühle zu diesem Sinnesmodus. Hier werden die niedrigen (protopathischen) Empfindungsqualitäten wie Berührung, Temperatursinn, Druck und Schmerz von den höheren (epikritischen) Qualitäten unterschieden. Gefühle, wie etwa die Zustandsgefühle weisen eine besondere Ichqualität auf, die nicht als einfache Empfindungsqualität bezeichnet werden kann. Diese Qualität wird auch als Quale bezeichnet.